# مارتا او دریسکول
مارتا او دریسکول (انگلیسی: Martha O'Driscoll; ۴ مارس ۱۹۲۲ – ۳ نوامبر ۱۹۹۸) بازیگر، و بازیگر سینما اهل ایالات متحده آمریکا بود. وی بین سال‌های ۱۹۳۶ تا ۱۹۴۷ میلادی فعالیت می‌کرد.
از فیلم‌ها یا برنامه‌های تلویزیونی که وی در آن نقش داشته‌است می‌توان به باد وحشی را درو کن، بانو ایو، خانه دراکولا، دادگاه جنایی، و دانشکده اشاره کرد.